# Meriania
Meriania là chi thực vật có hoa trong họ Mua.